# Un amore lungo un giorno
Un amore lungo un giorno è un progetto ideato da Luca Talamazzi (Santa Sangre), Maurizio Raspante (Santa Sangre) e Pasquale De Fina (Cristina Donà), e realizzato da un gruppo di artisti della scena rock alternativa italiana per San Valentino. 

Un amore lungo un giorno è un brano pop, composto e realizzato da tutti gli artisti che hanno preso parte al progetto.

## Musicisti
- Manuel Agnelli (Afterhours) - voce
- Massimo Bellucci - cori
- Paolo Benvegnù (Scisma) - voce e cori
- Cristian Calcagnile (Cristina Donà) - percussioni
- Paolo Cantù (Six Minutes war Madness) - chitarra
- Gabriele Canzi (Santa Sangre) - chitarra
- Dario Ciffo (Afterhours) - archi
- Cristina Donà - voce
- Max Donna - batteria
- Fabio Fantini - cori
- Marco Ferrara (Cristina Donà) - basso e cori
- Xabier Iriondo Gemmi (Afterhours) - chitarra
- Mauro Ermanno Giovanardi (La crus) - cori
- Davide Mahony - cori
- Michela Manfroi (Scisma) - piano e cori
- Sara Mazo (Scisma) - voce e cori
- Franci Omi (Il grande Omi) - cori
- Marco Parente - voce
- Sabrina Patanè - archi e cori
- Steve Piccolo - cori
- Giorgia Poli (Scisma) - basso e cori
- Giorgio Prette (Afterhours) - batteria
- Maurizio Raspante (Santa Sangre) - piano e cori
- Andrea Scaglia (Ritmo Tribale) - chitarra e cori
- Egle Sommacal (Massimo Volume) - chitarra
- Katia Taghetti - cori
- Talia (Ritmo Tribale) - cori
- Luca Talmazzi (Santa sangre) - chitarra
- Andrea Viti (Afterhours) - basso e cori